# Новый Беркадак
Новый Беркадак (баш. Яңы Беркаҙаҡ) — деревня в Чишминском районе Республики Башкортостан Российской Федерации. Входит в состав Аровского сельсовета. Основана в 1910-х годах как посёлок, с 1960-х годов — деревня.

## География

### Географическое положение
Деревня расположена на правом берегу реки Дёма. Расстояние до:
- районного центра (Чишмы): 14 км,
- центра сельсовета (Арово): 7 км,
- ближайшей ж/д станции (Алкино): 4 км.

### Климат
Климат деревни, как и всего района, умеренно-континентальный — с холодной зимой и умеренно жарким летом, неустойчивостью по годам и временам года, резкой сменой тепла и холода.
| Показатель                                                       | Янв. | Фев. | Март | Апр. | Май | Июнь | Июль | Авг. | Сен. | Окт. | Нояб. | Дек. |
| ---------------------------------------------------------------- | ---- | ---- | ---- | ---- | --- | ---- | ---- | ---- | ---- | ---- | ----- | ---- |
| Средний суточный максимум, °C                                    | −6   | −5   | −1   | 10   | 18  | 23   | 25   | 23   | 17   | 9    | 0     | −5   |
| Средний суточный минимум, °C                                     | −15  | −15  | −8   | 1    | 7   | 12   | 14   | 12   | 7    | 2    | −5    | −12  |
| Норма осадков, мм                                                | 27   | 25   | 24   | 32   | 42  | 55   | 48   | 47   | 43   | 46   | 34    | 33   |
| Источник: Климат Новый Беркадак. Дата обращения: 26 ноября 2022. |      |      |      |      |     |      |      |      |      |      |       |      |

## История
Деревня основана примерно между 1912 и 1917 годами как посёлок в составе Караякуповской волости Уфимского уезда Уфимской губернии. Название произошло от прилагательного «новый» и названия Беркадак («бер» — «один», «кадак» — «фунт»).
С апреля 1923 года посёлок принадлежал Чишминской волости Уфимского кантона Башкирской АССР.
20 августа 1930 года произошло районирование Башкирской АССР, и посёлок вошёл в состав Чишминского района.
В 1939 году учитывается как деревня (или посёлок) Ново-Беркадак, принадлежавшая Черниговскому сельсовету Чишминского района.
В 1952 году — посёлок Ново-Беркадак того же сельсовета.
В 1959 году — деревня Новый Беркадак Аровского сельсовета (однако на 1 января 1961 года — посёлок, затем — окончательно деревня).
В начале 2000-х деревня относилась к СПК «Родина».

## Население
| Год                  | Число жителей | Мужчин | Женщин | Дворов | Преобл. нац.                    |
| -------------------- | ------------- | ------ | ------ | ------ | ------------------------------- |
| 1917                 | 79            | ?      | ?      | 10     | все русские                     |
| 1920 (офиц. данные)  | 85            | 37     | 48     | 14     | ?                               |
| 1920 (подв. подсчёт) | 81            | ?      | ?      | 13     | все русские                     |
| 1925                 | ?             | ?      | ?      | 19     | ?                               |
| 1939                 | 91            | 40     | 51     | ?      | ?                               |
| 1959                 | 72            | 37     | 35     | ?      | русские                         |
| 1970                 | 28            | 15     | 13     | ?      | русские                         |
| 1979                 | 2             | 1      | 1      | ?      | украинцы                        |
| 1989                 | 1             | 0      | 1      | ?      | русские                         |
| 2002                 | 12            | 6      | 6      | ?      | русские (59 %), украинцы (33 %) |
| 2010                 | 4             | 2      | 2      | ?      | ?                               |

## Инфраструктура
Производственных объектов и объектов бытового обслуживания в деревне нет. Есть кладбище. К северо-востоку от деревни вдоль реки Дёмы расположены базы отдыха «Сосенки», «Берёзка» и «Айгуль». Планируется строительство небольшого магазина, однако территориального развития деревни не предусматривается (населённый пункт рассматривается как дачный).
В деревне три улицы — Центральная, Луговая и Лесная.